# Leonor Scliar-Cabral
Leonor Scliar-Cabral (Porto Alegre, 20 de maio de 1929) é uma lingüista, autora e tradutora brasileira.

## Biografia
Cientista da linguagem de renome no Brasil e no exterior, Scliar-Cabral foi presidente da Associação Brasileira de Lingüística (Abralin) e da International Society of Applied Psycholinguistics. É atualmente presidente honorária das duas associações. Em 1987 fundou o GT (Grupo de trabalho) de Psicolinguistica da Anpoll (Associação Nacional de Pós-Graduação e Pesquisa em Letras e Linguística) e foi a primeira coordenadora deste GT.  Atuou como professora da Universidade Federal de Santa Catarina que a tornou Emérita. Leonor ainda atua nos dias de hoje como orientadora de numerosas dissertações de mestrado e teses de  doutorado. É pesquisadora 1A do CNPq. 
Publicou artigos no campo da aquisição da linguagem, além de livros, tais como Introdução à Lingüística pela editora Globo, em 1986, e Introdução à Psicolingüística, pela Ática, em 1991. Publicou, pela editora Contexto, uma obra relacionada à Abordagem Psicolingüística do Sistema Alfabético do Português do Brasil. Em 1999, completou 70 anos de idade e, em sua homenagem, um grupo de professores, dedicou-lhe um volume sob o título Investigando a Linguagem, que foi publicado pela Editora Mulheres. 
Scliar-Cabral também se dedica à literatura, tendo publicado uma série de sonetos.